# Epipedobates espinosai
Epipedobates espinosai – gatunek płaza bezogonowego z rodziny drzewołazowatych (Dendrobatidae).

## Taksonomia
W 2011 roku Cisneros-Heredia i Yánez-Muñoz wykazali, że część populacji z Ekwadoru, uznawana dotąd za Epipedobates espinosai lub Epipedobates boulengeri, stanowi osobny gatunek i opisali go pod nazwą Epipedobates darwinwallacei. Nie można wykluczyć, że E. espinosai i E. darwinwallacei nie stanowią osobnych gatunków, lecz młodsze synonimy gatunku Epipedobates boulengeri; ustalenie pokrewieństwa między nimi wymaga dalszych badań.

## Występowanie
Północno-zachodni Ekwador. W związku z wątpliwościami natury taksonomicznej jedyne pewne miejsce występowania tego gatunku to jego miejsce typowe wraz z okolicami, czyli tereny w prowincji Santo Domingo de los Tsáchilas na wysokości około 350 m n.p.m. Wszystkie stwierdzenia gatunku z innych rejonów wymagają dalszego przeglądu taksonomicznego i potwierdzenia przynależności gatunkowej, gdyż mogą dotyczyć wyżej wymienionych gatunków.
Płaz ten występuje w nizinnych lasach wilgotnych, wzdłuż strumieni. Jest bardzo rzadki.

## Rozmnażanie
Samica składa jaja na lądzie, a jej partner przenosi larwy (kijanki) do środowiska wodnego, gdzie odbywają dalszy rozwój z przeobrażeniem.